# 田畑茉利名
田畑 茉利名（たばた まりな、1988年5月4日 - ）は、千葉県出身の元女子競輪選手。日本競輪学校（当時。以下、競輪学校）第102期生。師匠は中村浩士（79期）。

## 来歴
千葉県立千葉商業高等学校時代までバスケットボールで活動。同校卒業後は、ゴルフ場のキャディ等をしていた。
自身の弟が自転車競技を行っていた縁もあり、2012年に女子競輪（ガールズケイリン）が復活するという情報を入手したことを受け、2010年に、日本サイクルスポーツセンターで行われたガールズサマーキャンプに参加した後、競輪学校を受験。2011年2月、同校第102回（女子第1期）適性試験に合格。在校競走成績は第17位（2勝）。
2012年7月24日、松戸競輪場でデビューし4着。初勝利は同年10月7日の弥彦競輪場。
2013年9月9日、豊橋競輪場で初優勝、そして唯一の優勝でもあった。
2019年1月15日、選手登録消除。通算戦績は509戦15勝、優勝1回。
引退後は銀のさらに勤務しており、2店舗の店長を任されている。